# Jeszence

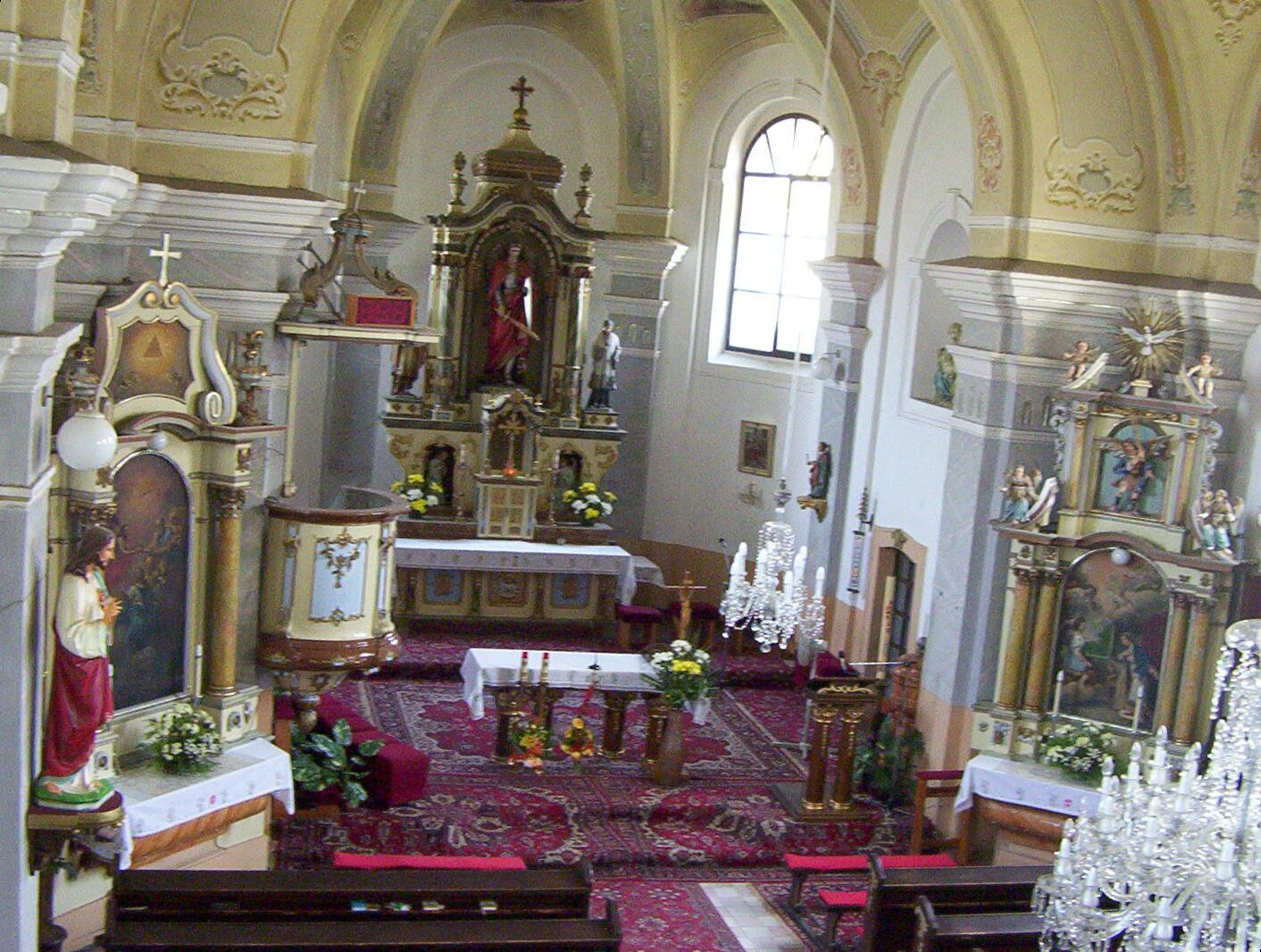
Szent Mihály arkangyal tiszteletére szentelt temploma

Jeszence (1899-ig Jeszenicz, szlovákul Jasenica) község Szlovákiában, a Trencséni kerületben, a Vágbesztercei járásban. Kis- és Nagyjeszence egyesítésével jött létre.

## Fekvése
Vágbesztercétől 7 km-re északra fekszik.

## Története
A mai falu területén a korai bronzkorban a lausitzi kultúra települése állt, melynek temetőjét is megtalálták. Jeszencét 1269-ben „Jezencha” néven említik először, a nyitrai püspökség birtoka volt. 1271-ben „Jezenche”, 1332-ben „Jasencia”, 1414-ben „Jesenyca” néven szerepel az írott forrásokban. A nagybiccsei uradalomhoz tartozott. A 16. századtól tűnik fel külön Kis- és Nagyjeszence falu (ez utóbbi csak Jeszence néven is).
A trianoni békéig mindkét település Trencsén vármegye Vágbesztercei járásához tartozott.
Kis- és Nagyjeszencét 1921-ben egyesítették.

## Népessége
| Év:            | 1994. | 2004.   | 2014.   | 2024.    |
| -------------- | ----- | ------- | ------- | -------- |
| Emberek száma: | 950   | 976     | 1063    | 1245     |
| Eltérés:       |       | +2,73 % | +8,91 % | +17,12 % |

| Év:            | 2023. | 2024.   |
| -------------- | ----- | ------- |
| Emberek száma: | 1238  | 1245    |
| Eltérés:       |       | +0,56 % |

1910-ben Kisjeszencének (Malá Jasenica) 200, Nagyjeszencének (Veľká Jasenica) 246, túlnyomórészt szlovák lakosa volt.
2001-ben 948 lakosából 939 szlovák volt.
2011-ben 1051 lakosából 1025 szlovák volt.

## Nevezetességei
- Római katolikus temploma a 13. századi templom helyén 1781-ben épült későbarokk stílusban.
- A Szúnyogh család kastélya eredetileg a 15. században épült. Később többször átépítették, jelenlegi formáját a 19. és 20. századi átépítések után nyerte el.

## Külső hivatkozások
- Hivatalos oldal
- Községinfó
- Jeszence Szlovákia térképén
- Képek a kastélyról
- E-obce.sk Archiválva 2008. február 19-i dátummal a Wayback Machine-ben

## Lásd még
- Kisjeszence
- Nagyjeszence